# Дженкинс, Мика
Мика Дженкинс (Micah Jenkins) (1 декабря 1835 — 6 мая 1864) — генерал армии Конфедерации в годы Гражданской войны в США. Погиб в сражении в Глуши, попав под «дружественный огонь».

## Биография

### Ранние годы
Дженкинс родился на острове Эдисто, штат Южная Каролина. Он поступил в Южнокаролинскую военную академию (Известную сейчас как «The Citadel») и окончил её в 1854 году, первым в своём классе. С 1855 по 1861 года он занимался организацией военной школы в Кингс-Маунтин.

### Гражданская война
Когда началась война, Дженкинс завербовался в 5-й Южнокаролинский пехотный полк и 13 апреля 1861 года стал его полковником. Он командовал этим полком в первом сражении при Булл-Ран (в составе бригады Дэвида Джонса) а затем командовал бригадой в дивизии Ричарда Андерсона. В том же году на него обратил внимание Джеймс Лонгстрит, который охарактеризовал Дженкинса как «лучшего офицера из всех, что он видел».
В апреле 1862 года после реорганизации армии Дженкинс снова стал командиром полка. В сражении при Севен-Пайнс Андерсон временно принял командование дивизией, передав свою бригаду Дженкинсу. Когда наступавшая в центре дивизия Дэниеля Хилла запросила помощи у Лонгстрита, Лонгстрит отправил Дженкинса, чтобы поддержать Хилла на левым фланге. Наступая по Найн-Майл-Роуд во главе двух полков (6-го Южнокаролинского и «Palmetto Sharpshooters») Дженкинс атаковал федеральные части у станции Феир-Оакс. Произошло неожиданное: два полка Дженкинса прорвались практически через 5 линий федеральной пехоты, опрокинув, фактически, четыре дивизии: остатки дивизии Кейси, дивизию Кауча, Керни и Хукера. У Дженкинса было всего 1900 человек, но ему удавалось создать численное преимущество на нужном участке поля боя. Его люди захватили в плен 200 человек и 3 орудия. Генерал Портер Александер впоследствии называл эту атаку «самой блестящей за всю войну».
В этом сражении он получил ранение в колено. 22 июля 1862 года Дженкинс был произведён в бригадные генералы в возрасте 26 лет, став одним из «генералов-мальчишек» («boy generals») Гражданской войны. Во втором сражении при Булл-Ран он командовал Южнокаролинской бригадой в составе дивизии Джеймса Кемпера, состоящей из шести полков:
- 1-й Южнокаролинский добровольческий пехотный полк
- 2-й Южнокаролинский пехотный полк
- 5-й Южнокаролинский пехотный полк
- 6-й Южнокаролинский пехотный полк
- 4-й Южнокаролинский батальон
- Palmetto Sharpshooters

В этом сражении Дженкинс был ранен в плечо и грудь. Из-за ранения он временно покинул армию, пропустив сражение при Энтитеме, где бригадой командовал полковник Джозеф Уокер.
В конце 1862 года бригада Дженкинса была включена в дивизию Джорджа Пикетта и приняла участие в сражении при Фредериксберге, где в бой введена не была. Весной 1863 года дивизия Пикетта участвовала в операциях Лонгстрита против Саффолка, после чего бригада Дженкинса была оставлена около Ричмонда, поэтому не участвовала в Геттисбергской кампании, в сражении при Геттисберге и, соответственно, в атаке Пикетта.
Дженкинс считался фаворитом Лонгстрита, который хотел назначить его командиром дивизии Джона Худа после ранения последнего под Геттисбергом. Это привело к некоторым трениям с генералом Эвандером Лоу, который также претендовал на это место. Ситуация разрешилась после выздоровления Худа.
Осенью 1863 года бригада Дженкинса отправилась вместе со всем Первым Корпусом на запад, в Теннесси, где приняла участие в сражении при Чикамоге. Дженкинс прибыл на поле боя довольно поздно, когда уже был ранен генерал Худ, и Дженкинс занял его место командира дивизии. Он командовал этой дивизией при осаде Чаттануги, затем был переведён на восток. 6 мая 1864 года, во время сражения в Глуши, Дженкинс вместе с Лонгстритом попал под огонь своей же пехоты и получил смертельное ранение в голову. Он умер через несколько часов.
Дженкинс был похоронен в Чарльстоне (Северная Каролина) на кладбище Магнолия-Семетери.